# Membrío (ort)
Membrío är en ort i Spanien.   Den ligger i provinsen Provincia de Cáceres och regionen Extremadura, i den västra delen av landet, 300 km väster om huvudstaden Madrid. Membrío ligger 336 meter över havet och antalet invånare är 896.
Terrängen runt Membrío är platt åt nordost, men åt sydväst är den kuperad. Runt Membrío är det glesbefolkat, med 9 invånare per kvadratkilometer. Membrío är det största samhället i trakten. Omgivningarna runt Membrío är huvudsakligen savann.